# Venansault
Venansault é uma comuna francesa na região administrativa da Pays de la Loire, no departamento de Vendéia. Estende-se por uma área de 44,49 km². Em 2010 a comuna tinha 4 807 habitantes (densidade: 108 hab./km²).